# Francis Egerton, 8. Earl of Bridgewater

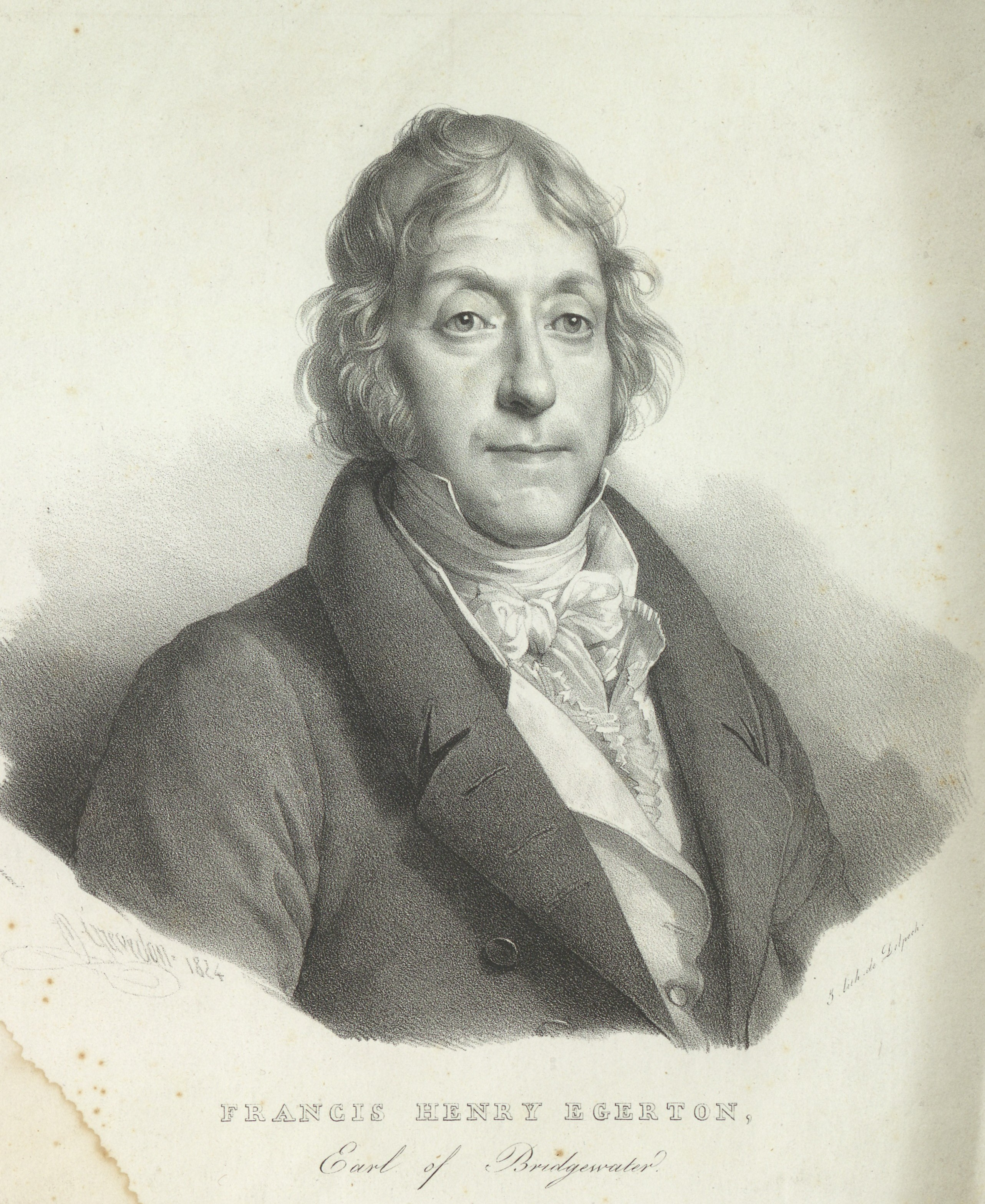
Francis Egerton, 8. Earl of Bridgewater, 1824

Wappen des Francis Egerton, 8. Earl of Bridgewater

Francis Henry Egerton, 8. Earl of Bridgewater (* 11. November 1756; † 11. Februar 1829 in Paris) war ein britischer Exzentriker, Schriftsteller und Anhänger der natürlichen Theologie. Manche seiner Werke verfasste er in französischer Sprache als François-Henri Egerton. Er war Herausgeber der nach ihm benannten Bridgewater Treatises.

## Leben
Egerton war der zweite und jüngste Sohn des John Egerton, der von 1771 bis 1787 Bischof von Durham war, und der Lady Anne Sophia Grey, Tochter des Henry Grey, 1. Duke of Kent.
Egerton besuchte das Eton College und studierte anschließend am Christ Church College der University of Oxford. Er wurde Fellow am All Souls College im Jahr 1780 und der Royal Society 1781.
Beim kinderlosen Tod seines Bruders John Egerton, 7. Earl of Bridgewater erbte er 1823 dessen Adelstitel als 8. Earl of Bridgewater, 9. Viscount Brackley und 9. Baron Ellesmere sowie ein großes Vermögen. Aufgrund der Adelstitel wurde er auch Mitglied des House of Lords.
Als Exzentriker war Egerton dafür bekannt, Dinner-Partys für Hunde abzuhalten, wobei die Hunde nach der feinsten Tagesmode angezogen wurden, bis hin zu phantasievollen Miniatur-Schuhen. Jeden Tag trug Egerton ein Paar neue Schuhe und stellte die getragenen Schuhe in Reihen auf, so dass er daran den Verlauf der Zeit messen konnte.
Als Freund der Jagd hielt Egerton Rebhühner und Tauben mit gestutzten Flügeln in seinem Garten, so dass er sie trotz seiner Sehschwäche schießen konnte. Egerton heiratete nie und mit seinem Tod erloschen seine Adelstitel. Er verstarb in Paris, wurde aber in Little Gaddesden beigesetzt.
Er vermachte dem Britischen Museum die wertvollen Egerton Manuskripte, bestehend aus 67 Handschriften, die sich mit der französischen und italienischen Literatur befassen, und £ 12.000 zur Errichtung eines Egerton Fonds, aus dem das Museum bislang über 3800 zusätzliche Handschriften erwerben konnte. In der Sammlung befindet sich ein Werk eines mittelalterlichen, namentlich nicht bekannten Buchmalers, der nach der Sammlung als Egerton-Meister benannt ist.

## Werke
- Description du Plan Incliné Souterrain, Paris 1812 (Beschreibung des unterirdischen Schiffshebewerks, Online-Version bei Google Books)